# Ján Zákopčaník
Ján Zákopčaník (7. září 1958 Oblazov, Kotešová – 22. června 2022) byl český meteorolog slovenského původu, známý zejména jako dlouholetý hlasatel předpovědi počasí v České televizi. Dělal reportáže pro Receptář prima nápadů.

## Životopis
Vystudoval Matematicko-fyzikální fakultu Univerzity Karlovy. Poté pracoval jako letecký meteorolog na ruzyňském letišti. V letech 1994–2005 v České televizi moderoval pořad Předpověď počasí a působil jako šéfredaktor redakce počasí, v té době byl velmi populární, pětkrát vyhrál anketu Rosnička roku. Pravidelně své relace zakončoval přáním „Slunce v duši“, s čímž musel přestat v roce 2001, kdy byl na trh uveden bylinný likér téhož názvu. Jeho zdravice však už mezitím zlidověla.
Odešel z televize k březnu 2005 po neshodách s vedením. Pak zpracovával kalendáře s pranostikami a působil na Rádiu Blaník. Od roku 2007 pracoval jako letecký meteorolog v Českém hydrometeorologickém ústavu.
Byl ženatý, měl dceru Anežku a dva syny, Marka a Jonáše.

## Kontroverze
Pro svou popularitu a svéráz se Zákopčaník několikrát stal terčem drsného humoru ze strany autorů pořadu Česká soda. Za to se jim pomstil přímo ve vysílání, když nechal promítnout obrázek tří prasat a prohlásil, že to jsou Čtvrtníček, Šteindler a Vávra. Vedení České televize to však považovalo za hrubé zneužití živého vysílání, udělilo Zákopčaníkovi pokutu a několikadenní zákaz činnosti.